# Trichomycterus taczanowskii
Trichomycterus taczanowskii är en fiskart som beskrevs av Franz Steindachner 1882. Trichomycterus taczanowskii ingår i släktet Trichomycterus och familjen Trichomycteridae. Inga underarter finns listade i Catalogue of Life.